# Laodamia (córka Akastosa)
Laodamia (gr. Λαοδάμεια) – w mitologii greckiej jedna z kilku bohaterek antycznych o tym imieniu.
Laodamia była córką Akastosa i Astydamei, żoną Protesilaosa. Jej mąż poległ pod Troją, a zrozpaczona Laodamia wolała popełnić samobójstwo niż żyć dalej bez niego.

## Heroidy
Owidiusz uczynił Laodamię jedną z bohaterek dzieła Heroidy. Adresatem jej listu jest mąż, którego Laodamia prosi o ostrożność podczas ataku na Troję.